# Municipio de Stockton (Indiana)
El municipio de Stockton (en inglés: Stockton Township) es un municipio ubicado en el condado de Greene en el estado estadounidense de Indiana. En el año 2010 tenía una población de 8447 habitantes y una densidad poblacional de 88,93 personas por km².

## Geografía
El municipio de Stockton se encuentra ubicado en las coordenadas 39°2′21″N 87°11′20″O / 39.03917, -87.18889. Según la Oficina del Censo de los Estados Unidos, el municipio tiene una superficie total de 94.98 km², de la cual 93.38 km² corresponden a tierra firme y (1.68%) 1.6 km² es agua.

## Demografía
Según el censo de 2010, había 8447 personas residiendo en el municipio de Stockton. La densidad de población era de 88,93 hab./km². De los 8447 habitantes, el municipio de Stockton estaba compuesto por el 98.19% blancos, el 0.07% eran afroamericanos, el 0.2% eran amerindios, el 0.31% eran asiáticos, el 0.02% eran isleños del Pacífico, el 0.25% eran de otras razas y el 0.96% pertenecían a dos o más razas. Del total de la población el 0.96% eran hispanos o latinos de cualquier raza.